# John Hope Franklin
John Hope Franklin (Rentiesville, 2 de janeiro de 1915 – Durham, 25 de março de 2009) foi um historiador estadunidense e ex-presidente da American Historical Association. Professor emérito de história na Duke University, melhor conhecido por sua obra "From Slavery to Freedom", publicada originalmente em 1947 e continuamente atualizada. Mais de três milhões de cópias foram vendidas. Em 1995 foi premiado com a Medalha Presidencial da Liberdade, a maior honraria civil dos Estados Unidos.